# Carnet de voyage
Pour le film, voir Carnets de voyage.
Le carnet de voyage est un genre littéraire qui évoque avant tout le voyage dans son sens large : voyage intérieur, exploration d'une terre inconnue, ou tout autre voyage initiatique autour d'un unique thème pendant une période déterminée. Il s'agit la plupart du temps d'un récit personnel relatant les moments forts d'un voyage, sous une forme qui n'est pas forcément linéaire.
Selon Pascale Argod, spécialiste du carnet de voyage, « le carnet de voyage est le récit visuel et littéraire d’une exploration, qui oscille entre l’art graphique, le journalisme, les sciences humaines et la poésie. Il représente un art singulier et hybride, témoin subjectif de notre histoire et de notre époque ».

## Caractéristiques
Sa forme incite à une lecture éclatée : on y retrouve souvent des croquis, des dessins ou des photos accompagnés de texte dispersé dans la page.
Le carnet de voyage se distingue du récit de voyage qui propose une lecture linéaire telle que dans un roman illustré ou une BD et se distingue du roman d’aventures qui est, lui, entièrement fictionnel. Le journal de bord, le carnet de route, le carnet d'illustrateur sont les supports favoris de ce type de littérature. Son avantage sur le récit de voyage est qu'il permet davantage de préserver l'instantanéité du voyage, et demeure une représentation plus fidèle de la réalité qui a été expérimentée.
La particularité de la littérature de voyage, particulièrement à travers les carnets de voyage, est le lien qui se crée entre l'auteur et le lecteur. Sous une forme très personnelle, le carnet de voyage permet de transmettre « des émotions, des angoisses, une façon d’appréhender la réalité, [ce qui] fait faire au lecteur un double voyage : le voyage dans une contrée lointaine et un voyage intérieur pour découvrir un voyageur, et c’est ainsi que le lecteur s’engage dans l’aventure ».
Également, les carnets de voyage évoluent avec les courants artistiques. Les différentes typologies des carnets permettent de retracer ces évolutions, que ce soit avec le cubisme, le surréalisme, et même le début de la littérature numérique avec du son et des images 3D.

## Histoire
L'origine du carnet de voyage remonterait à la Renaissance en Europe, avec les voyages initiatiques en Italie où les auteurs dépeignaient leur quête de la culture du pays.

## Exemples de carnets de voyage

### Carnets des découvertes et des grandes traversées
- John White, À la conquête de la Caroline du Nord
- Zacharias Wagenaer, Le livre des animaux du Brésil
- L'ingénieur Jacques Duplessis, Périple de Beauchesne à la Terre de feu (1698-1701)

### Carnets d'écrivains
- Alphonse de Lamartine : Voyage en Orient (1835)
- Abel Bonnard : En Chine
- Mary Wollstonecraft : Lettres écrites lors d'un court séjour en Suède, en Norvège et au Danemark
- Mary Shelley : History of a Six Weeks' Tour et Errances en Allemagne et en Italie

### Carnets académiques
- Joseph Mallord William Turner, Carnet de France

### Carnets des artistes modernes en voyage

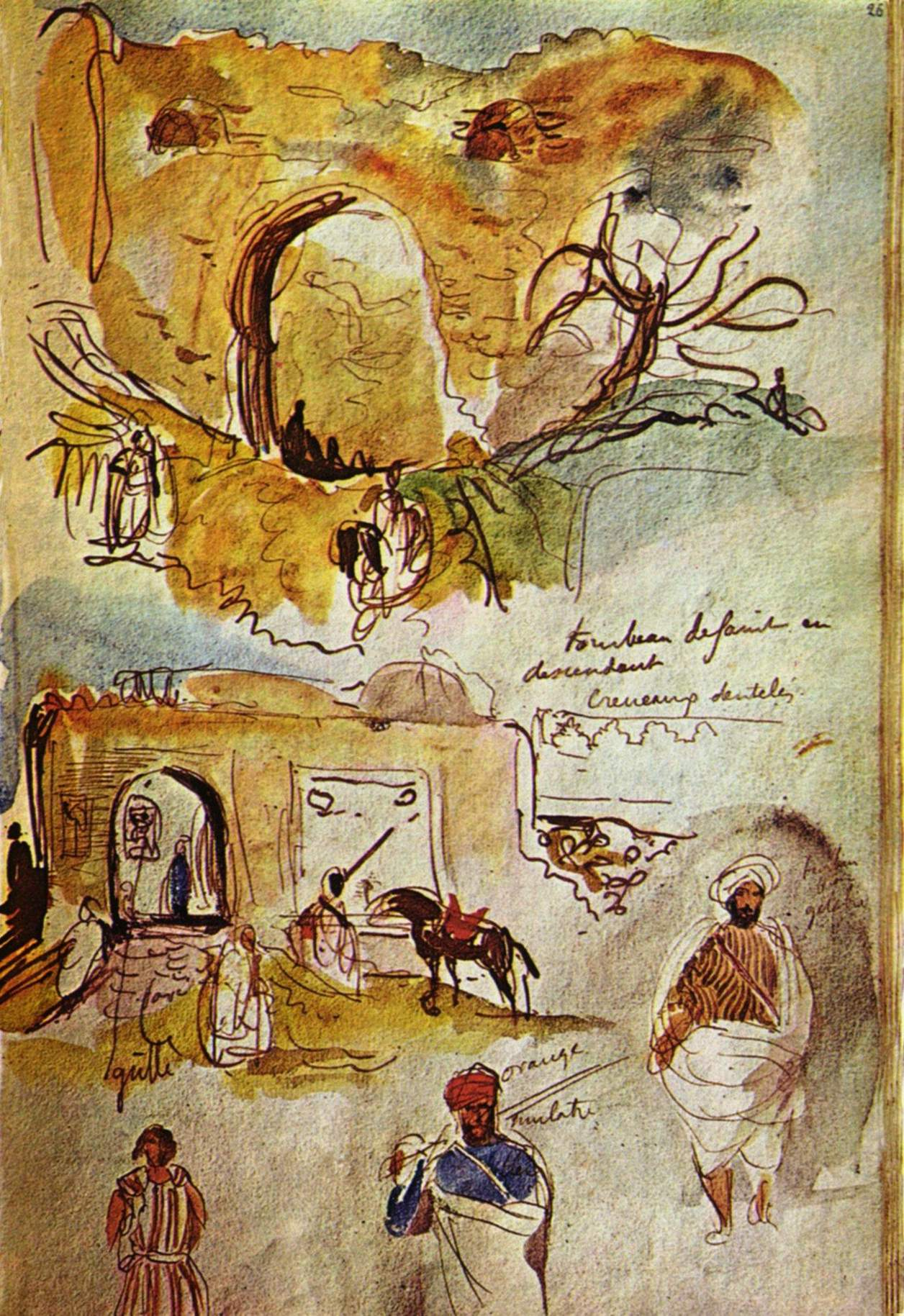
Eugène Delacroix, Album du Maroc (musée du Louvre).

- Eugène Delacroix, Carnets marocains
- Victor Hugo, Escapades amoureuses dans l'ouest de la France
- Johan Barthold Jongkind, Carnets d'errances
- Paul Gauguin, Noa-Noa, voyage à Tahiti
- Pablo Picasso, Voyage en Hollande
- Edward Hopper, Un Américain à Paris

### Carnets des scientifiques et des aventuriers
- Alexander von Humboldt, Le voyage en Amérique du Sud
- Hercule Florence, Voyage dans l'intérieur du Brésil
- François Hippolyte Lalaisse, Enquête en Bretagne
- Henry Walter Bates, Carnets d'explorations naturalistes
- Julien Gargani, Carnet de voyage à Chandigarh : Ethnologie d'une recherche scientifique en Inde

### Carnets contemporains
- Nicolas Bouvier et Thierry Vernet, L'Usage du monde (1963)
- Yvon Le Corre, Voyage au Portugal
- Titouan Lamazou, Carnets du Cap Horn, Carnets de voyage 1 et 2 (1998 et 2000)
- Christian de Boisredon et al. Le Tour du tour du monde
- Patrick Levy, Sâdhus, un voyage initiatique chez les ascètes de l'Inde, édition du Relié, 2009  (ISBN 978-2-35490-033-5)
- Karin Huet, Un périple en Patagonie, Marcher des jours, Passage aux îles Féroé avec des bottes en caoutchouc, À même la mer – Un voyage en kayak aux Tuamotu